# M2-es metróvonal (Isztambul)
Az isztambuli M2-es metróvonal Isztambul második metróvonala, melyet 2000. szeptember 16-án adtak át. Az isztambuli metróhálózat második leghosszabb vonala, hossza 23,5 km. Az M2-es vonal színe: zöld.

## Állomáslista
| M2-es metróvonal Yenikapı ↔ Hacıosman |         |                     |           |  |
| Útvonal                               | Útvonal | Állomás (török név) | Átszállás |  |
|                                       |         |                     |           |  |
| ●                                     | ●       | Yenikapı            |           |  |
| ●                                     | ●       | Vezneciler          |           |  |
| ●                                     | ●       | Haliç (Golden Horn) |           |  |
| ●                                     | ●       | Şişhane             |           |  |
| ●                                     | ●       | Taksim              |           |  |
| ●                                     | ●       | Osmanbey            |           |  |
| ●                                     | ●       | Şişli - Mecidiyeköy |           |  |
| ●                                     | ●       | Gayrettepe          |           |  |
| ●                                     | ●       | Levent              |           |  |
| ●                                     | ●       | 4. Levent           |           |  |
| ●                                     | ●       | Sanayi Mahallesi    |           |  |
| ●                                     | /       | Seyrantepe          |           |  |
| /                                     | ●       | İTÜ - Ayazağa       |           |  |
| /                                     | ●       | Atatürk Oto Sanayi  |           |  |
| /                                     | ●       | Darüşşafaka         |           |  |
| /                                     | ●       | Hacıosman           |           |  |
|                                       |         |                     |           |  |

## Fordítás
- Ez a szócikk részben vagy egészben  a   M2 (Istanbul Metro) című angol Wikipédia-szócikk fordításán alapul.  Az eredeti cikk szerkesztőit annak laptörténete sorolja fel. Ez a jelzés csupán a megfogalmazás eredetét és a szerzői jogokat jelzi, nem szolgál a cikkben szereplő információk forrásmegjelöléseként.
- Ez a szócikk részben vagy egészben  a   M2 hattı című török Wikipédia-szócikk fordításán alapul.  Az eredeti cikk szerkesztőit annak laptörténete sorolja fel. Ez a jelzés csupán a megfogalmazás eredetét és a szerzői jogokat jelzi, nem szolgál a cikkben szereplő információk forrásmegjelöléseként.